# اسلام‌آباد (مشکان)
اسلام‌آباد روستایی در دهستان مشکان بخش مشکان  شهرستان نی‌ریز استان فارس ایران است.

## جمعیت
بر پایه سرشماری عمومی نفوس و مسکن در سال ۱۳۹۵ جمعیت این مکان ۲۵ نفر (۶ خانوار) بوده‌است.